# Portland (Dakota del Nord)
Portland è un centro abitato (city) degli Stati Uniti d'America, situato nella Contea di Traill, nello Stato del Dakota del Nord. Nel censimento del 2000 la popolazione era di 604 abitanti. La città è stata fondata nel 1882.
Portland è la località più abitata della contea, e a causa della vicinanza con Mayville spesso l'area viene chiamata Mayville-Portland.

## Geografia fisica
Secondo i rilevamenti dell'United States Census Bureau, la località di Portland si estende su una superficie di 2,20 km², tutti occupati da terre.

## Popolazione
Secondo il censimento del 2000, a Portland vivevano 604 persone, ed erano presenti 191 gruppi familiari. La densità di popolazione era di 271 ab./km². Nel territorio comunale si trovavano 286 unità edificate. Per quanto riguarda la composizione etnica degli abitanti, il 99,50% era bianco, lo 0,17% proveniva dall'Asia e lo 0,33% apparteneva a due o più razze. La popolazione di ogni razza ispanica corrispondeva allo 0,50% degli abitanti.
Per quanto riguarda la suddivisione della popolazione in fasce d'età, il 23,7% era al di sotto dei 18, il 5,3% fra i 18 e i 24, il 27,0% fra i 25 e i 44, il 20,0% fra i 45 e i 64, mentre infine il 24,0% era al di sopra dei 65 anni di età. L'età media della popolazione era di 42 anni. Per ogni 100 donne residenti vivevano 102,7 maschi.